# 4732 Froeschlé
4732 Froeschlé eller 1981 JG är en asteroid i huvudbältet som upptäcktes den 3 maj 1981 av den amerikanske astronomen Edward L.G. Bowell vid Anderson Mesa Station. Den är uppkallad efter Claude och Christiane Froeschlé.
Asteroiden har en diameter på ungefär 29 kilometer.